# Fawzi Bashir
Fawzi Bashir, född 6 maj 1984 i Salala, är en omansk före detta fotbollsspelare. Han är Omans meste landslagsspelare genom tiderna med 142 landskamper. Han har även varit med i Asiatiska mästerskapet 2004 och 2007.